# Gonfalonier de l'Église

Armes des Gonzague avec l'insigne papal dû au gonfalonier Frédéric II de Mantoue.

Armes de la famille Montefeltro avec les insignes pontificaux, grâce au gonfalonier Frédéric III de Montefeltro.

Le gonfalonier de l'Église (en italien : Gonfaloniere della Chiesa ; en latin : Vexillifer Ecclesiæ, « porte-étendard de l'Église ») ou gonfalonier papal, est un dignitaire des États pontificaux ayant un rôle politique et militaire.

## Historique
Le terme désigne au départ la personne qui porte la bannière du pape pendant une bataille.
Cette dénomination devient ensuite un titre correspondant à une fonction plus étendue, attribuée à un prince important pour le pape (par exemple : le dauphin Louis de France (futur Louis XI) en 1444). 
Lors de sa nomination, le gonfalonier reçoit deux banderoles, une aux armes de l'Église (vexillum cum armis Ecclesiæ), l'autre aux armes du pape régnant (cum armis suis). 
Le gonfalonier a le droit d'inclure des emblèmes ecclésiastiques (les clés de Saint-Pierre et l'« ombrellino ») sur ses propres blasons, d'abord seulement pendant son mandat, puis de façon permanente. 
Le pape Innocent XII (de 1691 à 1700) supprime cette fonction ainsi que celle de capitaine général et les remplace par la fonction de « porte-drapeau de la Sainte Église romaine » (en italien : Vessilifero di Santa Romana Chiesa), qui devient héréditaire dans le Naro Patrizi[pas clair].

## Liste des gonfaloniers de l'Église
| Dates de fonction      | Portrait | Gonfalonier                                 | Pape                      | Notes |
| ---------------------- | -------- | ------------------------------------------- | ------------------------- | --- |
| 1059 — ?               |          | Robert Guiscard                             | Nicolas II (1059–1061)    | [ 2 ] |
|                        |          |                                             |                           | |
| v. 1118                |          | Stephane le Normand                         |                           | Avec Pier Leoni, défend le pape Gélase II de Cencio II Frangipane. |
| v. 1260                |          | Guillaume d'Astorg                          |                           | |
| v. 1296                |          | Jacques II d'Aragon                         | Boniface VIII (1294–1303) | Roi de Sicile, puis roi d'Aragon, comte de Barcelone et roi de Valence. Gonfalonier, amiral et capitaine général. Désigné pour engager les hostilités envers son frère Frederick II |
|                        |          |                                             |                           | |
| 1377 — 1384            |          | Ridolfo II da Varano di Camerino            | Grégoire XI (1370–1378)   | Désigné comme commandant de l'armée papale pendant les dernières années de la papauté d'Avignon. |
|                        |          |                                             |                           | |
| 1384 — 1385            |          | Charles III de Naples                       | Urbain VI (1378–1389)     | Excommunié et destitué, ses forces battirent celles papales à Nocera, quand le pape voulut usurper ke royaume de Naples au profit de son neveu Francesco Moricotti Prignani. |
|                        |          |                                             |                           | |
| 1387 — ?               |          | Carlo I Malatesta                           | Urbain VI (1378–1389)     | Un condottiere. |
|                        |          |                                             |                           | |
| v. 1399                |          | Martin Ier d'Aragon                         | Antipape Benoît XIII      | Roi d'Aragon et de Sicile. Gonfalonier du Grand Schisme d'Occident, mais refuse d'engager les hostilités envers la France pendant le siège d'Avignon |
|                        |          |                                             |                           | |
| 1403 — ?               |          | Nicolas III d'Este                          | Boniface IX (1389–1404)   | Un condottiere ; duc de Ferrare et de Modene. Engagé pour combattre Milan. |
|                        |          |                                             |                           | |
| 1406 — ?               |          | Ladislas Ier de Naples                      | Innocent VII (1404–1406)  | Roi de Naples ; désigné pour aider Innocent VII contre le soulèvement romaina. Battu à la bataille de Roccasecca en 1411, il abandonne le pape Grégoire XII en faveur de l'antipape Jean XXIII , qui le nomme gonfalonier de l'église. |
|                        |          |                                             |                           | |
| 1409 — 1411            |          | Louis II d'Anjou                            | Antipape Alexandre V      | En conflit avec Ladislas Ier de Naples pour la possession du royaume de Naples, il est désigné comme gonfalonier par la faction pisane et l'antipope Alexandre V. Malgré une victoire à Roccasecca, il abandonne la partie et rentre en France. |
|                        |          |                                             |                           | |
| 1412 — ?               |          | Jean-François de Mantoue                    | Grégoire XII (1406–1415)  | Un condottiere ; seigneur de Mantoue. |
|                        |          |                                             |                           | |
| 1431 — ?               |          | Niccolò Fortebraccio                        | Eugène IV (1431–1447)     | Un condottiere; malgré son échec dans la reprise de Città di Castello, il est nommé Gonfalonier afin de combattre Sigismond de Luxembourg en Toscane et les Prefetti di Vico dans le Latium, mais il est évincé car il abusait de sa position afin de satisfaire ses intérêts. Par la suite, il s'allie au duché de Milan contre le pape.                                                                                           |
|                        |          |                                             |                           | |
| 1433 — 1434            |          | Giovanni Vitelleschi                        | Eugène IV (1431–1447)     | Commandant des armées papales pendant une courte période. |
|                        |          |                                             |                           | |
| 1434 — 1442            |          | Francesco Sforza                            | Eugène IV (1431–1447)     | Un condottiere; bien que travaillant pour le duché de Milan, il est désigné Gonfalonier, la souveraineté sur la marche d'Ancône étant la condition de l'armistice avec le pape. En 1434, celui-ci lui offre le titre de vicaire pontifical et de gonfalonnier de l'Église en échange de son service contre Milan. Lost his position after Milan allied with the Papacy against him.                                                 |
| 1442 — ?               |          | Niccolò Piccinino                           | Eugène IV (1431–1447)     | Un condottiere. Aide Fortebraccio et Sforza contre la papauté, puis nommé Gonfalonier par le pape, il change de camp afin de reconquérir la marche d'Ancône. |
|                        |          |                                             |                           | |
| 1444 — ?               |          | Louis de France (Louis XI à partir de 1461) | Eugène IV (1431–1447)     | Nommé en raison de ses interventions contre le concile de Bâle et l'antipape Félix V. |
|                        |          |                                             |                           | |
| v. 1455                |          | Francesco Sforza                            |                           | Second mandat. Maintenant duc de Milan. |
|                        |          |                                             |                           | |
| 1456 — 1458            |          | Pedro Luis Borgia                           | Calixte III (1455–1458)   | Capitaine général. Frère aîné de Rodrigo Borgia. |
|                        |          |                                             |                           | |
| 1462 — 1468            |          | Federico da Montefeltro                     | Pie II (1458–1464)        | Un condottiere ; comte d'Urbino. Nommé afin de combattre Sigismondo Malatesta, seigneur de Rimini. De nouveau désigné par Paul II contre la république de Venise, mais change de camp après la victoire de Molinella afin de prendre Rimini. |
|                        |          |                                             |                           | |
| 1474 — 1482            |          | Federico da Montefeltro                     | Sixte IV (1471–1484)      | Second mandat. Désormais duc d'Urbino ; il donne sa fille en épouse à Giovanni della Rovere, neveu favori du pape qui régnera sur le duché à la mort de Guidobaldo Ier de Montefeltro, fils unique de Federico. |
| 1484 — 1489            |          | Giovanni della Rovere                       | Innocent VIII (1484–1492) | Comme capitaine général. |
| 1489 — 1496            |          | Niccolo Orsini                              | Innocent VIII (1484–1492) | Comme capitaine général. |
| 1496 — 1497            |          | Giovanni Borgia                             | Alexandre VI (1492–1503)  | Fils du pape, duc de Gandie, capitaine général ; mort assassiné. |
|                        |          |                                             |                           | |
| 29 mars 1500 — 1503    |          | Cesare Borgia                               | Alexandre VI (1492–1503)  | Fils du pape ; nommé cardinal, duc du Valentinois et capitaine général. |
| 1504 — 1508?           |          | Guidobaldo Ier de Montefeltro               | Jules II (1503–1513)      | Un condottiere ; duc d'Urbino. Fils de Federico da Montefeltro, |
| 19 avril 1509 — 1510   |          | Alphonse Ier d'Este                         | Jules II (1503–1513)      | Duc de Ferrare et capitaine général. Commande les forces papales contre la république de Venise pendant la seconde phase de la guerre de la Ligue de Cambrai. Le pape ayant conclu la paix avec les Vénitiens, Alphonse refusa de reconnaître le traité et fut excommunié et déclaré théoriquement déchu de ses possessions (1510), perdant le Modène, Carpi et Mirandola qui en 1511 furent occupées par les troupes pontificales. |
| 1510 — ?               |          | François II de Mantoue                      | Jules II (1503–1513)      | Duc de Mantue et capitaine général. |
| 1513 — 1516            |          | Julien de Médicis                           | Léon X (1513–1521)        | Capitaine général, duc de Nemours. |
| 1516 — ?               |          | Laurent II de Médicis                       | Léon X (1513–1521)        | Capitaine général, commande les armées papales pendant la guerre d'Urbino (1517), avant d'être blessé au siège de Mondolfo. |
| 1519 — ?               |          | Frédéric II de Mantoue                      | Jules II (1503–1513)      | Duc de Mantue et Capitaine général, Capitaine général de la république de Venise.Ne pouvant s'opposer aux forces du Saint-Empire romain germanique, il ne peut empêcher le sac de Rome,. |
| 1 February 1537 — 1547 |          | Pierre-Louis Farnèse                        | Paul III (1534–1549)      | Fils de Paul III, duc de Parme et Plaisance, et de Castro. |
| 1547 — 1551            |          | Octave Farnèse                              | Paul III (1534–1549)      | Fils de Pier Luigi Farnese, duc de Parme et Plaisance et duc de Castro |
|                        |          |                                             |                           | |
| V. 1565                |          | Jacques Annibal de Hohenembs                |                           | (ou Comte Hannibal de Altemps.) |
|                        |          |                                             |                           | |
| 1566 — ?               |          | Ottavio Farnese                             | Pie V (1566–1572)         | Second mandat. |
|                        |          |                                             |                           | |
| 1572 — 1585            |          | Giacomo Boncompagni                         | Grégoire XIII (1572–1585) | Fils du pape; destitué lors de l'élection du pape Sixte V. |
|                        |          |                                             |                           | |
| v. 1621 — ?            |          | Édouard Ier Farnèse                         | Grégoire XV (1621–1623)   | Duc de Parme et Plaisance. Excommunié et interdit d'emblèmes papaux par Urbain VIII. |
| ? — 1630               |          | Carlo Barberini                             | Urbain VIII (1623–1644)   | Frère du pape et de Antonio Marcello Barberini. Père de Taddeo Barberini. |
| 1630 — 1636(?)         |          | Torquato Conti                              | Urbain VIII (1623–1644)   | Duc de Guadagnolo et Generalfeldmarschall du Saint-Empire romain germanique |
| 1639 — 1644            |          | Taddeo Barberini                            | Urbain VIII (1623–1644)   | Neveu du pape, Prince de Palestrina, Commandant de l'armée papale pendant la Guerre de Castro. Part en exil 1644 après l'élection de Innocent X. |
| 1641 — 1644            |          | Maffeo Barberini                            | Innocent X (1644–1655)    | Fils de Taddeo Barberini. |
| ? - 1689               |          | Livio Odescalchi                            | Innocent XI (1676-1689)   | Neveu du pape, capitaine général. |

### Source de traduction
- (en) Cet article est partiellement ou en totalité issu de l’article de Wikipédia en anglais intitulé « Gonfalonier of the Church » (voir la liste des auteurs).